# Basema Hamarneh
Basema Hamarneh (* 18. Oktober 1965 in Moskau) ist eine aus Russland stammende italienische Christliche Archäologin.

## Leben
Sie studierte zunächst an der Lomonossow-Universität Moskau, wo sie 1989 mit dem Master of Arts in Geschichte abschloss. Anschließend studierte sie an der Universität La Sapienza in Rom spätantike Archäologie und wurde dort 1989 mit der Dissertation I motivi zoomorfi nei mosaici della Giordania bizantina ed omayyade promoviert. Von 1991 bis 1994 spezialisierte sie sich in christlicher Archäologie als Stipendiatin am Pontificio Istituto di Archeologia Cristiana in Rom, dort wurde sie im Jahr 2000 promoviert.
Von 1998 bis 2005 und von 2009 bis 2011 war sie Professorin für frühchristliche und byzantinische Zentrum für Nahöstliche Studien in Mailand. Von 2005 bis 2009 unterrichtete sie als Professor für christliche und mittelalterliche Archäologie an der Universität Enna, Abteilung für mediterrane Archäologie.  Das italienische Ministerium für Unterricht, Universitäten und Forschung verlieh ihr nach der nationalen Habilitation 2012 den Professorentitel für Archäologie. Von 2012 bis 2014 dozierte sie als außerordentlicher Professor Römische Geschichte und byzantinische Zivilisation an der Universität Bergamo. Von 2010 bis 2017 unterrichtete sie Arabisch an der Universität Mailand. Seit Juli 2017 lehrt sie als Professorin für Spätantike und frühchristliche Archäologie an der Universität Wien.
Seit 1991 beteiligt sie sich und leitet archäologische Ausgrabungen in Italien und Jordanien auf Stätten der spätrömischen, frühchristlichen, byzantinischen und islamischen Zeit. Seit 2012 forscht sie als Mitglied des Forschungsprojekts Fallahin and Nomads in the Southern Levant from Byzantium to the Crusades: Population Dynamics and Artistic Expression der Augustus Foundation und des Council for British Research in the Levant, British Institute in Amman. Seit 2011 ist sie korrespondierendes Mitglied der AIEMA (Association internationale pour l’étude de mosaïque antique) (Bereich von Jordanien). Seit 2012 ist sie Mitglied der Associazione Italiana di Studi Bizantini. 2013 erhielt sie ein Stipendium für das Forschungsprojekt Rapporto tra cultura scritta e cultura visiva nell’elaborazione bicina della “Santa Follia” von Andrea Salos X secolo der Universität Bergamo.
Ihre Forschungsgebiete sind städtische und ländliche Siedlungen in der spätantiken und frühchristlichen Zeit, Christianisierung von römischen Castra, Archäologie und künstlerische Ausdrucksformen des spätantiken, frühchristlichen, byzantinischen und frühen islamischen Nahen Ostens, frühchristliche Denkmäler Roms und des Orbis Christianus Antiquus, klösterliche und religiöse Identität, Hagiographie angewandt auf topographische Studien, Hagiographie, visuelle und archäologische Quellen in den byzantinischen Viten der heiligen Narren Symeon Salos und Andreas Salos sowie Fellachen und Nomaden in der südlichen Levante von Byzanz bis zu den Kreuzzügen: Bevölkerungsdynamik.

## Schriften (Auswahl)
- mit Simona Manacorda: Pellegrini a Roma. Dalle catacombe alle basiliche (= Giubileo 2000). San Paolo, Cinisello Balsamo 1998, ISBN 88-215-3436-7.
- Topografia cristiana ed insediamenti rurali nel territorio dell’odierna Giordania nelle epoche bizantina ed omayyade V–IX sec. (= Studi di Antichità Cristiana. Band 57). Pontificio Istituto di Archeologia Cristiana, Vatikanstadt 2003, ISBN 88-85991-30-0 (zugleich Dissertation, Pontificio Istituto di Archeologia Cristiana 2000).
- mit Claudine Dauphin (Hrsg.): Fr. Michele Piccirillo, ofm (1944–2008). Celebrating His Life and Work (= British Archaeological Reports, International series. Band 2248). Archaeopress, Oxford 2011, ISBN 978-1-4073-0815-9.
- mit Paolo Cesaretti: Spazio agiografico e orizzonte visivo. Ricontestualizzare le Vite dei saloi Simeone e Andrea (BHG 1677, 115z) (= Testi e Studi Bizantino-Neoellenici. Band 20). Dipartimento di Scienze dell’Antichità „Sapienza“, Rom 2016, ISBN 978-88-6812-765-7.